# 花城 (杂志)
《花城》是广州花城出版社主办的一本文学双月刊，16开形式，每年单月5日出版，以中长篇小说为主，兼刊登其他体裁作品。创刊于1979年的《花城》杂志是广东省唯一的大型纯文学期刊，也是中国重要的纯文学期刊之一。二十世纪八十年代，《花城》杂志刊登了大量年轻作家的作品和报告文学作品，直面现实生活中的矛盾，与《收获》、《十月》、《当代》并列为中国文学期刊的“四大名旦”。九十年代后，《花城》更加注重文本的实验性和探索性，被誉为“先锋文学的摇篮”。

## 出版
《花城》创办于1979年，封面名称由书画家许固令题字。头两年以丛刊（以书代刊）的形式出版，一共7期。1981年1月花城出版社成立，开始正式以文学双月刊形式定期出版。80年代初期起，《花城》陆续创办了各类文学增刊。1983年开始开设“花城文学奖”，评出创刊以来的获奖作品，次年起刊出。1985年、1986年和1988年分别举行了第二至四届的评选，之后停止。至2012年10月为止，《花城》共出版198期。

## 历程

《花城》创刊号封面

《花城》杂志社位于广州，故以广州的别名“花城”作为刊名。创刊之初，《花城》主要着眼于华南特色乃至广东特色文学，以及海外华文文学。虽然相比其他地区，广东文学创作群体力量薄弱，未能给予《花城》以足够的支撑，但《花城》在引进介绍海外华文文学方面受到了好评。1979年的创刊号中，曾敏之的《港澳与东南亚汉语言文学一瞥》一文是文革后对大陆以外的汉文学的首次介绍，是一个标志性的文学事件。其后“香港文学作品”、“海外风信”、“外国文学”、“访问记”、“香港通讯”、“台湾作品选”等专栏的推出，为刚刚从文革中走出的新生代作家开拓了视野，推动了新的思考和表达方式的形成。同时，透过《花城》，海外华文作家和读者也能够对中国大陆的文学状况有所了解。
1980年底，全国27家文学期刊主编在江苏镇江金山寺举行会议，称为镇江会议，绝大部分主要期刊都有人参加。其中有人提出“四大名旦”的称号，认为《花城》杂志“婀娜多姿”，可称为“花旦”。 
1982年第一期的《花城》登载遇罗锦的《春天的童话》一文，引起了很大争议。编辑部被迫在接下来的第三期中登载批判文章和自我检查，主编和副主编被调离职位，编辑部全体人员做三个月的检查。后来在任仲夷的调解下风波平息。其后两期的文章质量明显下降，但《花城》也因敢于尝试而为文坛所瞩目。
1984年可以看做是《花城》首次进行文学上的先锋性探索。《花城》在1984年以突出中篇小说为主，全年共发表33篇中篇小说。其中张洁的《祖母绿》、张笑天的《错过太阳和群星的人》、刘心武的《日程紧追》、刘西鸿的《月亮，摇晃着前进》等作品都在读者中引起了强烈反响，也让《花城》收到了中国文学界的关注。广东文化的开放性和包容性以及改革开放初期南方追求自由解放的思想风潮也让《花城》杂志风格中融入了实验性和多元性的元素。八十年代后期，《花城》刊登了多部反应现实、大胆揭露社会问题的纪实文学和报告文学作品，如路遥的《平凡的世界》、李士非的《热血男儿》、《昭雪之后》、赵钰的《太行山的断裂》等。
进入九十年代后，在商品经济大潮下，文学逐渐边缘化，文学杂志市场变差。《花城》并没有像一些文学期刊一样转为标榜通俗文学，或转型为文化期刊或综合性期刊，而是转向纯文学期刊的定位。相比八十年代，《花城》提出“文本改革”，更加注重个性化文学和自由创新精神下的文学探索，大胆接纳刊登了一系列先锋文学作品，如苏童的《我的帝王生涯》、北村的《施洗的河》、陈染的《私人生活》、毕飞宇的《青衣》等等。《花城》鼓励对小说形式的探索，追求“自觉的文本意识”。1998年，《花城》推出“实验文本丛书”，首次清晰地将先锋和实验性的文学理念向文学界展示。1999年第1期始，《花城》正式设立“实验文本”栏目，鼓励各种实验性的作品。
《花城》的办刊理念使得不少在文坛有重要影响力的作家的处女作和成名作都是在《花城》发表的，如王小波的《时代三部曲》，林白的《万物花开》、《一个人的战争》，陈染的《私人生活》，韩东的《扎根》，毕飞宇的《青衣》，李洱的《花腔》，东西的《耳光响亮》等。这不仅是来自于《花城》对文学探索的注重，也来自对青年作家和新人的大力支持。《花城》杂志长期开辟专栏登载青年作家和广东本土作家的作品，以达到鼓励的作用，让许多新人作品能够快速进入文学界的视野。

## 栏目
《花城》的栏目有（包括定期和不定期栏目）：【长篇小说】、【中篇小说】、【短篇小说】、【诗歌】、【散文随笔】、【家族记忆】、【花城出发】、【现代流向】、【花城论坛】。